# 1570 az irodalomban
Az 1570. év az irodalomban.

## Születések

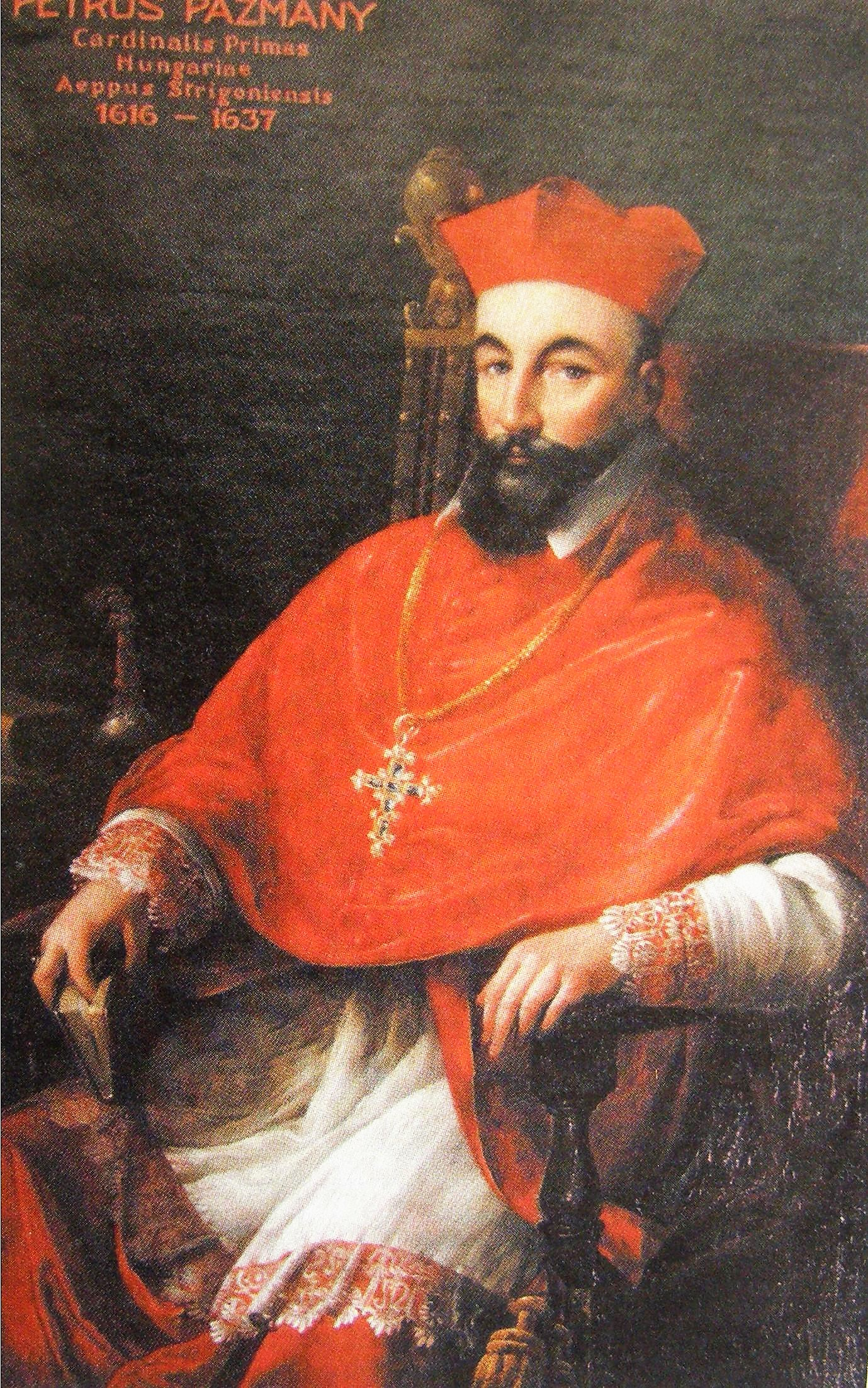
Pázmány Péter

- október 4. – Pázmány Péter esztergomi érsek, teológus, író, a magyarországi ellenreformáció vezető alakja, a barokk próza egyik legnagyobb képviselője († 1637)
- 1570. körül – Rimay János költő, a magyar késő reneszánsz legjelentősebb íróegyénisége († 1631)

## Halálozások
- október 20. – João de Barros portugál történetíró (* 1496)